# Локомотив (футбольний клуб, Каган)
Футбольний клуб Локомотив (Каган) або просто «Локомотив» — узбецький професіональний футбольний клуб з міста Каган Бухарської області. Існував у період з 1991 по 1995 роки.

## Історія
Футбольний клуб «Локомотив» було засновано в 1991 році в місті Каган Бухарської області. З 1992 року клуб розпочав свої виступи у Першій лізі. Особливих успіхів «Локомотив» не досяг. За таких обставин можна відзначити 4-те місце, яке команда посіла в Першій лізі сезону 1993 року.

## Досягнення
- Перша ліга:
  - 4-те місце (1): 1993